# Adrapsa bupalistis
Adrapsa bupalistis är en fjärilsart som beskrevs av Embrik Strand 1920. Adrapsa bupalistis ingår i släktet Adrapsa och familjen nattflyn. Inga underarter finns listade i Catalogue of Life.